# شیمانو
شیمانو شرکت چندملیتی ژاپنی سازندهٔ تجهیزات دوچرخه، روئینگ و قرقرهٔ ماهی‌گیری است. همچنین تا سال ۲۰۰۵ سازندهٔ ابزار گلف و تا سال ۲۰۰۸ سازندهٔ دندهٔ اسنوبرد بود. مقر شیمانو در ساکای ژاپن است و ۴۳ شرکت تابعه دارد. کارخانه‌های اصلی شیمانو در چین، مالزی و سنگاپور قرار دارند.
در سال ۲۰۰۵ فروش خالص شیمانو ۱٫۴ میلیارد دلار بود که ۴۱٪ آن در اروپا و ۱۷٪ در آمریکای شمالی بود. ۷۵٪ آن مربوط به تجهیزات دوچرخه و ۲۵٪ قرقره ماهی‌گیری بود. این شرکت، سهامی عام است و ۱۰۲٫۸ میلیون سهم آن در بورس، قابل توجه است.

## دوچرخه

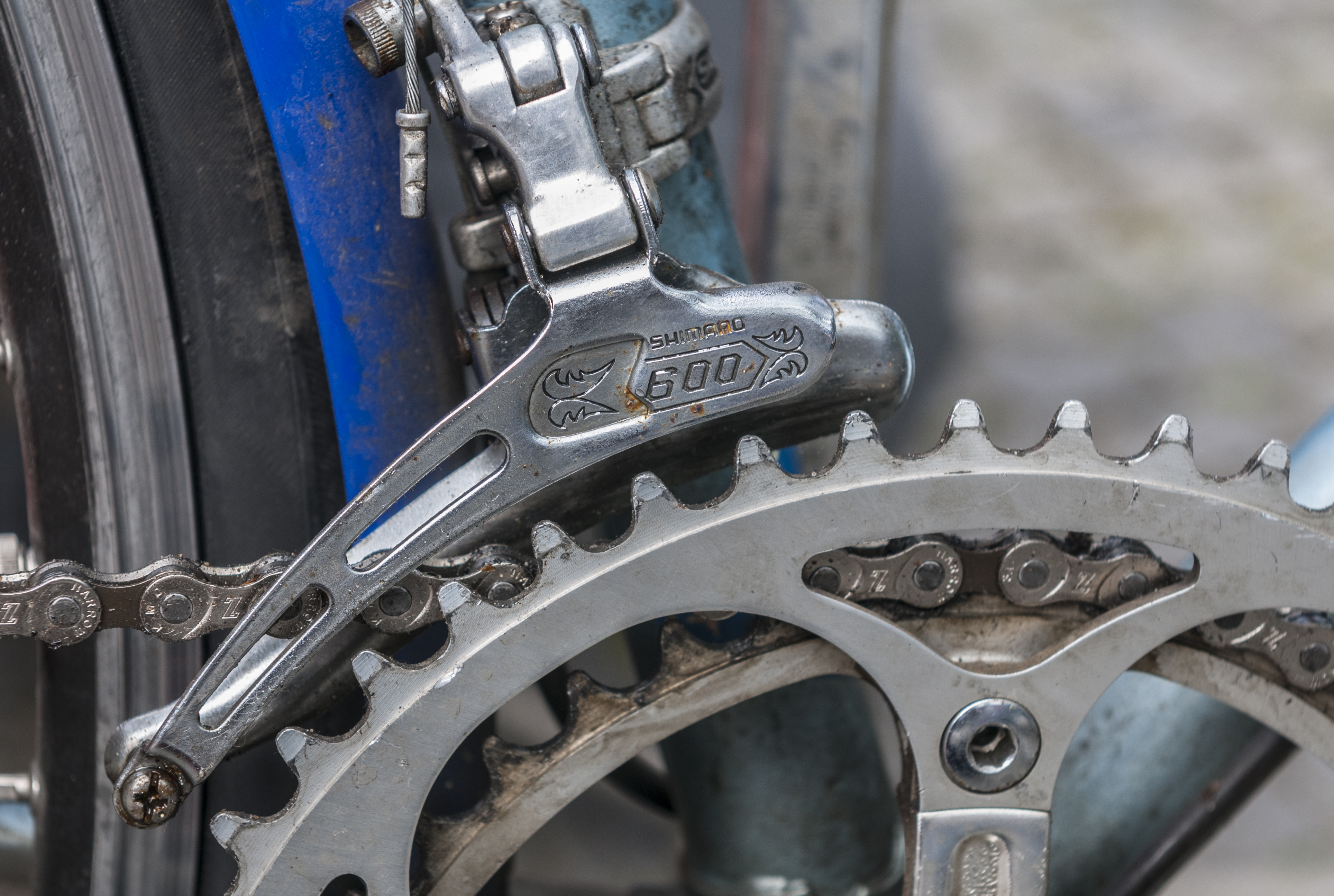
شیمانو ۶۰۰، ۱۹۸۰

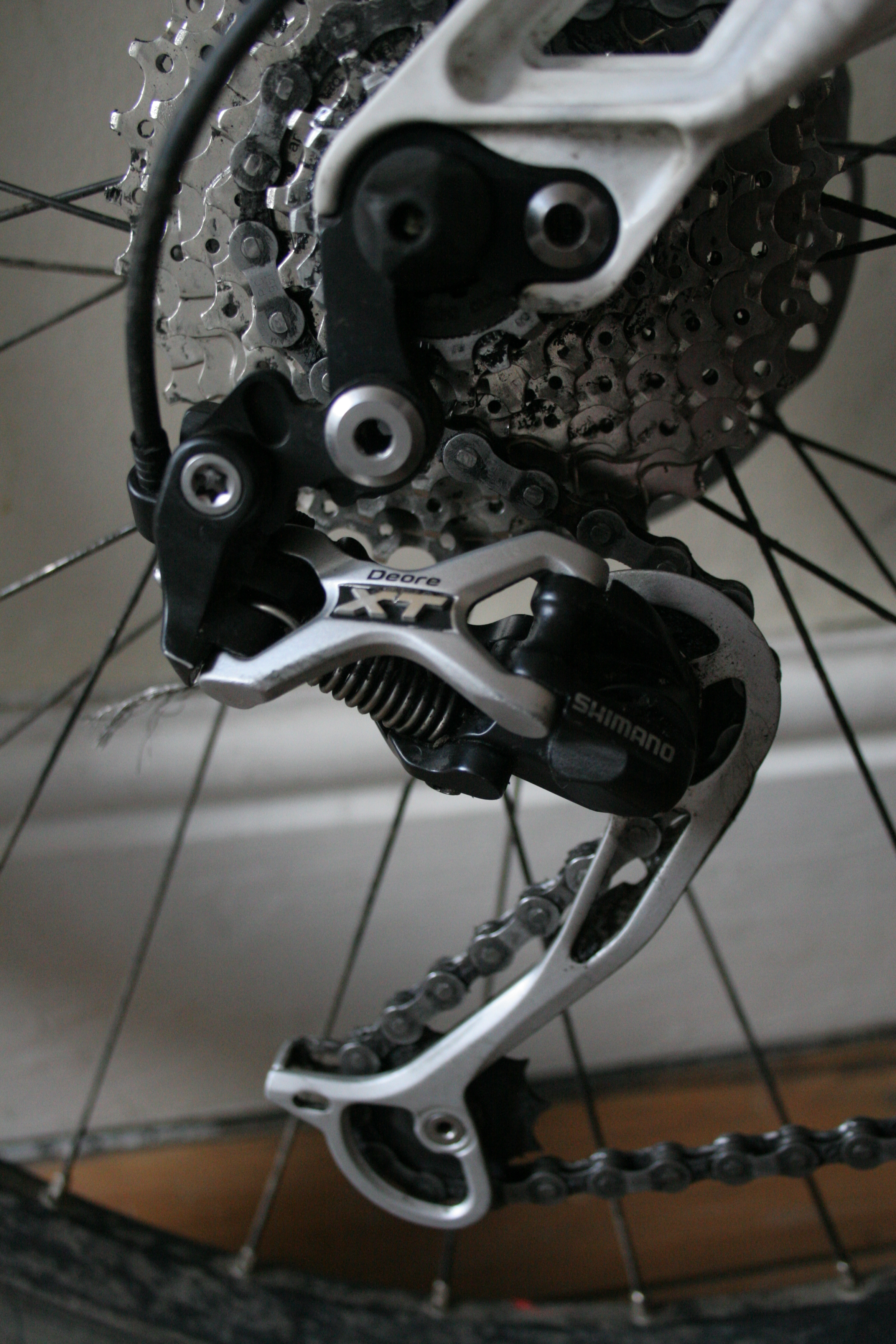
شانژمان عقب شیمانو ایکس‌تی ۲۰۰۸

فروش محصولات شیمانو ۵۰٪ بازار جهانی تجهیزات دوچرخه را شامل می‌شود. محصولات آن شامل تجهیزات پیشران، ترمز، چرخ و پدال برای دوچرخه‌های جاده، کوهستان و هیبرید است.
شرکت ایتالیایی کامپانیولو و شرکت آمریکایی sram رقیبان اصلی شیمانو در بازار دوچرخه هستند.
با افزایش ناگهانی فروش دوچرخه در ایالات متحده در دههٔ ۱۹۷۰ که نیاز آن بیش از ظرفیت تولید کنندگان اروپایی بود، شیمانو و یک تولید کنندهٔ ژاپنی دیگر به نام اس آر سان‌تور به‌سرعت وارد شدند تا ظرفیت خالی را پر کنند.اس آر سان‌تور روی بازیافت دستگاه‌های موجود تمرکز کرد؛ در حالی که شیمانو توجه خود را معطوف به بازاندیشی سیستم‌های اولیه کرد و نوآوری‌هایی مانند تعویض دندهٔ پوزیترون و هرزگرد جلو را برای محصولات کم‌قیمت ارائه کرد.

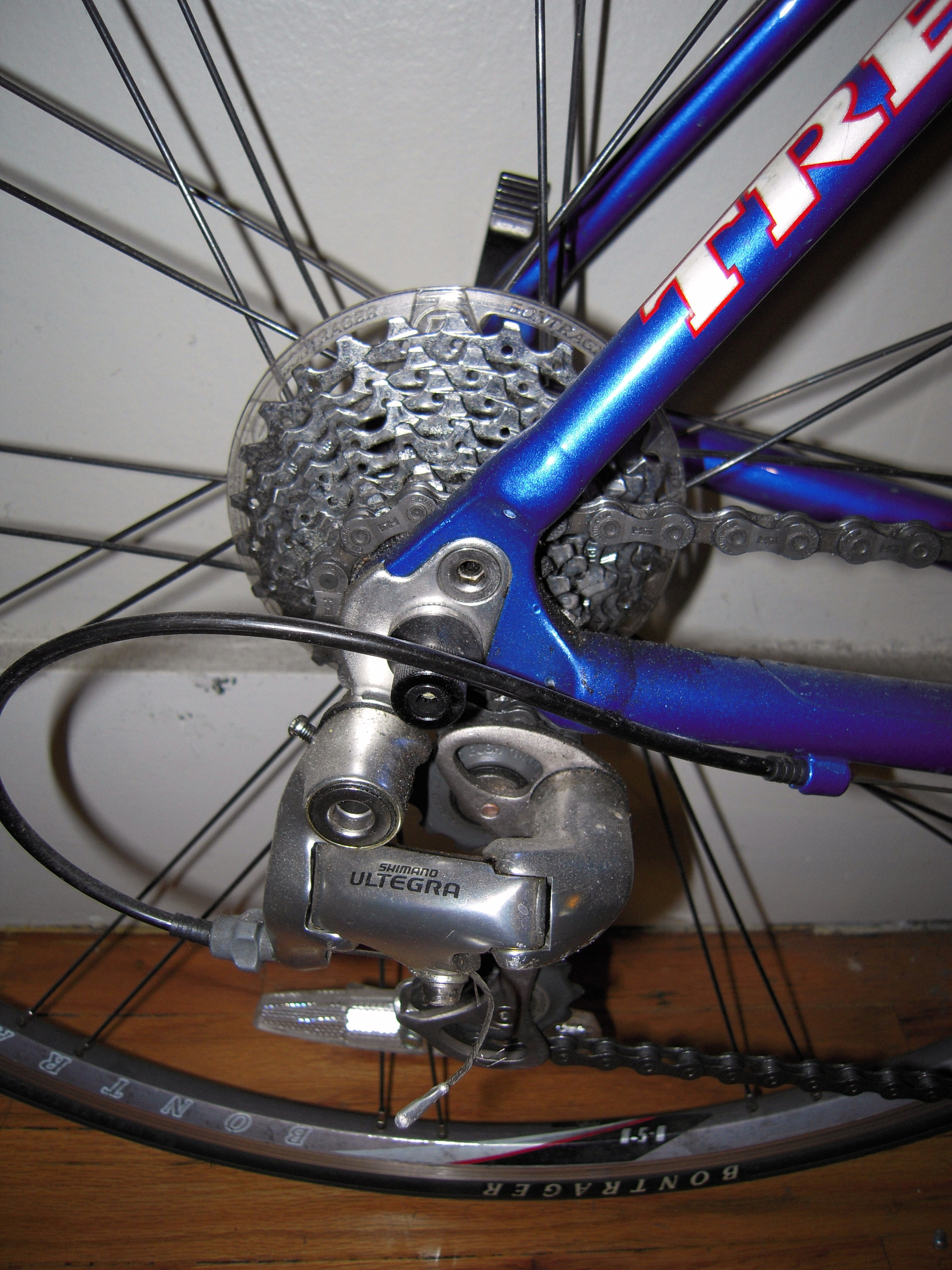
قطعات سری اولتگرا برای دوچرخهٔ جاده

در دههٔ ۱۹۸۰ نوآوری‌های فناورانه و هزینهٔ کمتر محصولات شیمانو باعث شد که سازندگان سنتی اروپایی تجهیزات بخش بزرگی از بازار خود را از دست دهند. در این دوره، برخلاف روش بازاریابی ارائهٔ نوآوری‌ها در زمینهٔ محصولات گران‌قیمت و اعتماد به تقاضای مشتری برای تقلید از پیشگامان، همراه با صرفه‌جویی به مقیاس برای آوردن آن‌ها به بازار انبوه، شیمانو و سان‌تور فناوری‌های تازه‌ای را در پایین‌ترین سطح قیمتی بازار دوچرخه معرفی کردند. این فناوری‌ها از تکنیک‌ها و مواد ارزان‌تر و غالباً سنگین‌تر و کم‌دوام‌تر بهره می‌بردند و هنگامی به سوی بازار سطح بالا حرکت می‌کردند که خود را در سطح پایین تثبیت کرده‌باشند.
در دورهٔ ۱۹۸۰ تا ۱۹۸۳، شیمانو سه بسته با فناوری ای‌ایکس ارائه کرد. ویژگی‌های این قطعات، سبک آیرودینامیکی، ترمزهای کشش مرکزی، دستهٔ ترمز با سیم پنهان و پدال‌های ارگونومیک بود.
با سلطهٔ شیمانو بر بازار در دههٔ ۱۹۹۰ به‌سرعت منتقدان احساس کردند شیمانو با نیت انحصاری در حال تبدیل به حاکم بازار است. این نگاه بر پایهٔ این واقعیت بود که شیمانو متمایل به سرهم‌کردن همهٔ قطعات خود با یکدیگر بود. در نتیجه، هرگاه یکی از قطعات شیمانو مورد استفاده قرار می‌گرفت، باید همهٔ قطعات دوچرخه نیز محصولات شیمانو می‌بودند تا با آن قطعه سازگار باشند. رقیبان اصلی شیمانو یعنی کامپانیولو و sram نیز طراحی‌های اختصاصی داشتند تا فرصت اختلاط و تطبیق قطعات را محدود کنند.

## ماهی‌گیری
شیمانو بازهٔ وسیعی از قرقره و میلهٔ ماهی‌گیری، لباس و تجهیزات الکترونیکی ماهی‌گیری را ارائه می‌کند. کیفیت ابزار ماهی‌گیری شیمانو برتر از رقیبان است و گزینهٔ اول ماهی‌گیران تفننی است.

## وضعیت تجاری
| سال                           | ۲۰۰۵ | ۲۰۰۶ | ۲۰۰۷ | ۲۰۰۸ | ۲۰۰۹ | ۲۰۱۰ | ۲۰۱۱ | ۲۰۱۲ | ۲۰۱۳ | ۲۰۱۴ |
| درآمد (بیلیون دلار)           | ۱٫۸  | ۱٫۸  | ۲٫۳  | ۲٫۵  | ۲٫۰  | ۲٫۱  | ۲٫۲  | ۲٫۵  | ۲٫۸  | -    |
| حاشیه سود (٪)                 | ۱۵   | ۱۲٫۳ | ۱۴٫۸ | ۱۵   | ۱۱   | -    | -    | -    | -    | -    |
| جریان نقدی آزاد (میلیون دلار) | ۲۰۰  | ۹۸   | ۲۵۲  | ۱۰۹  | ۳۷۳  | -    | -    | -    | -    | -    |